# Australobius scabrior
Australobius scabrior är en mångfotingart som beskrevs av Chamberlin 1920. Australobius scabrior ingår i släktet Australobius och familjen stenkrypare. Inga underarter finns listade i Catalogue of Life.